# 世界陶芸祭
世界陶芸祭セラミックワールドしがらき’91（せかいとうげいさいセラミックワールドしがらき’91）は、1991年（平成3年）4月20日から同年5月15日にかけて滋賀県甲賀郡信楽町（現甲賀市）で行われた博覧会である。テーマは「語り、創り、燃える 陶芸ルネサンスを目指して」。

## 概要
信楽焼の魅力を世界へ発信するため、1990年6月の「滋賀県立陶芸の森」完成を見据え、1980年代後半に開催が決定した。
当時の滋賀県は「湖国21世紀ビジョン」プロジェクトの一環で「ひとの時代・活力創生の郷土づくり」を目指し、交流の舞台をつくる「新・国民休養県構想」を謳っており、公園完成直後には「プレ世界陶芸祭」及び「パブリックセラミックス展 '90」が開催、また1991年4月6日から5月5日にかけては滋賀県立美術館で博覧会に合わせ「近代日本陶芸の巨匠」という企画展が開催されるなど、会期前からその盛り上がりは大きいものだった。また、会期と同時に記念切手の発売や山本直純ら著名人の招待などを積極的に行った。
これらの効果もあり、当初来場者数は約35万人を見込んでいたというが、最終的に60万人を超え、当時の博覧会ブームでも稀にみる大盛況となった。また、年一回の恒例行事として継続的に行うとする計画もあった。

## パビリオン
当時のパンフレット曰く陶芸の森のほか、滋賀勤労身体障害者体育館（場所不明）および信楽伝統産業会館が会場として使われた。
開場は9:30～18:00。陶芸をアピールするエキジビション、シンポジウム、イベントで構成されており、ヨーロッパ・アジア各国の陶芸展示・陶器市、障がい者の陶芸作品の出展、国際陶芸シンポジウム、陶と花のふれあい展、創作研修館フォーラムinしがらき、陶芸遊園地（陶芸広場）、ワークショップ、登り窯の設置、野焼きフェスティバルなど、多くの人々が陶芸に触れ合う場となった。

## 交通

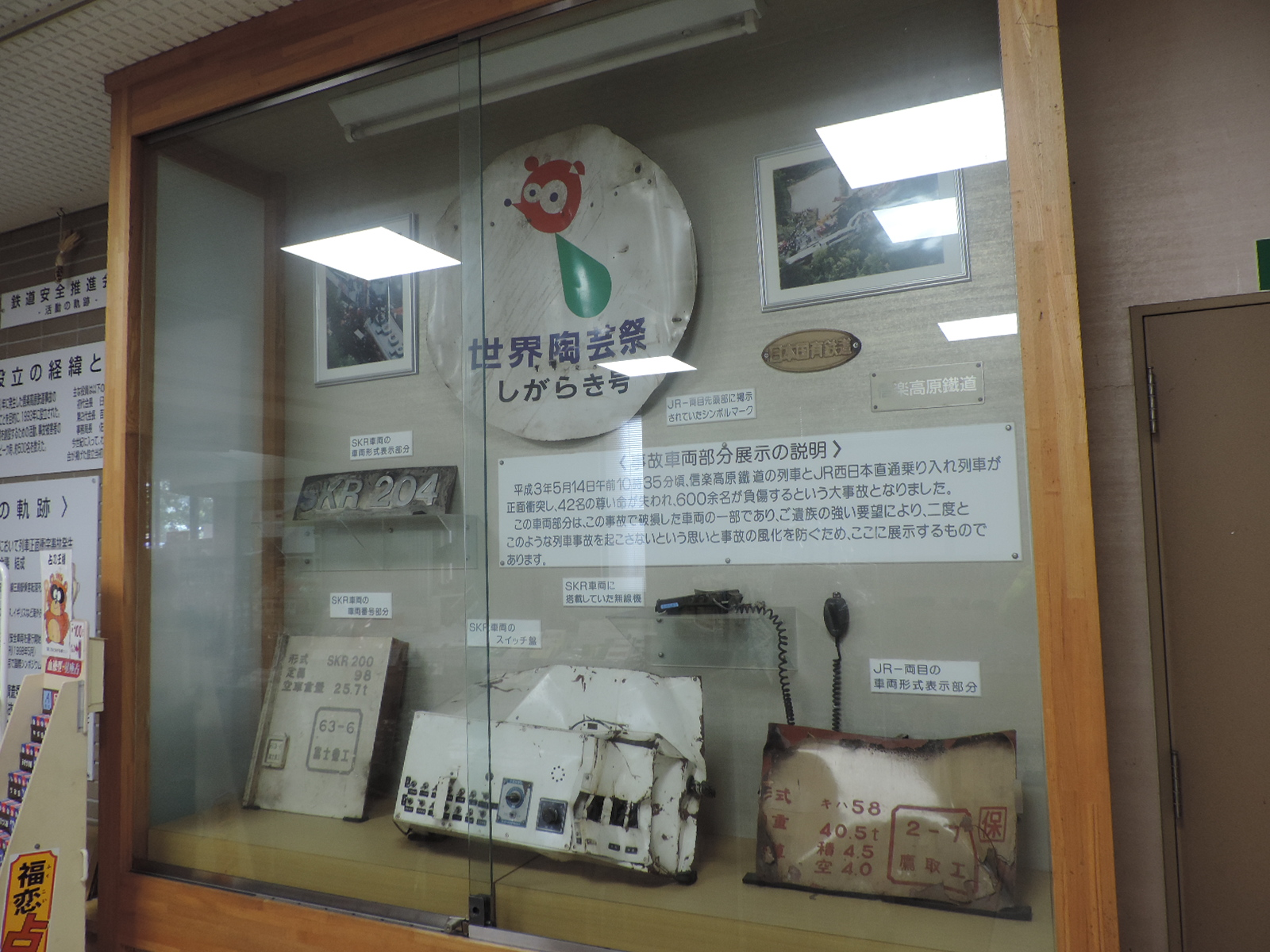
当時の直通快速に使用されたヘッドマーク（上）。後述する事故の影響により損傷が見られる。

国道307号（当時新名神は未開業）および信楽高原鐵道信楽線が主なアクセス手段となった。主催者側は人員の75％を道路、25％を鉄道によって賄う方針を立てた。
1989年に実行委員会からの要請を受けた信楽高原鐵道ではイベントに合わせて大規模路線改良がおこなわれ、3月16日には貴生川～紫香楽宮跡間に小野谷信号場を開設、日中でも1時間間隔運転を行うダイヤに改正しイベント輸送に備えた。また期間中にはJR西日本を介し京都方面からキハ58を用いた臨時快速列車が1日1往復（土日は大阪発着を含めた2往復）運行された上、線内でも貴生川～信楽間ノンストップの快速列車を6往復運行した。

## 事故による中止
会期中の5月14日、信楽線内において小野谷信号場の信号機故障に端を発する列車衝突事故（信楽高原鐵道列車衝突事故）が発生し、当イベントのために運行されていた臨時快速と普通列車に乗っていた計670名が死傷、信楽線は長期的運休に追い込まれた。イベントそのものに支障はなかったものの、事態を重く見た主催者によって15日に会場は閉場され、翌年以降の開催も取りやめとなった。

## その後

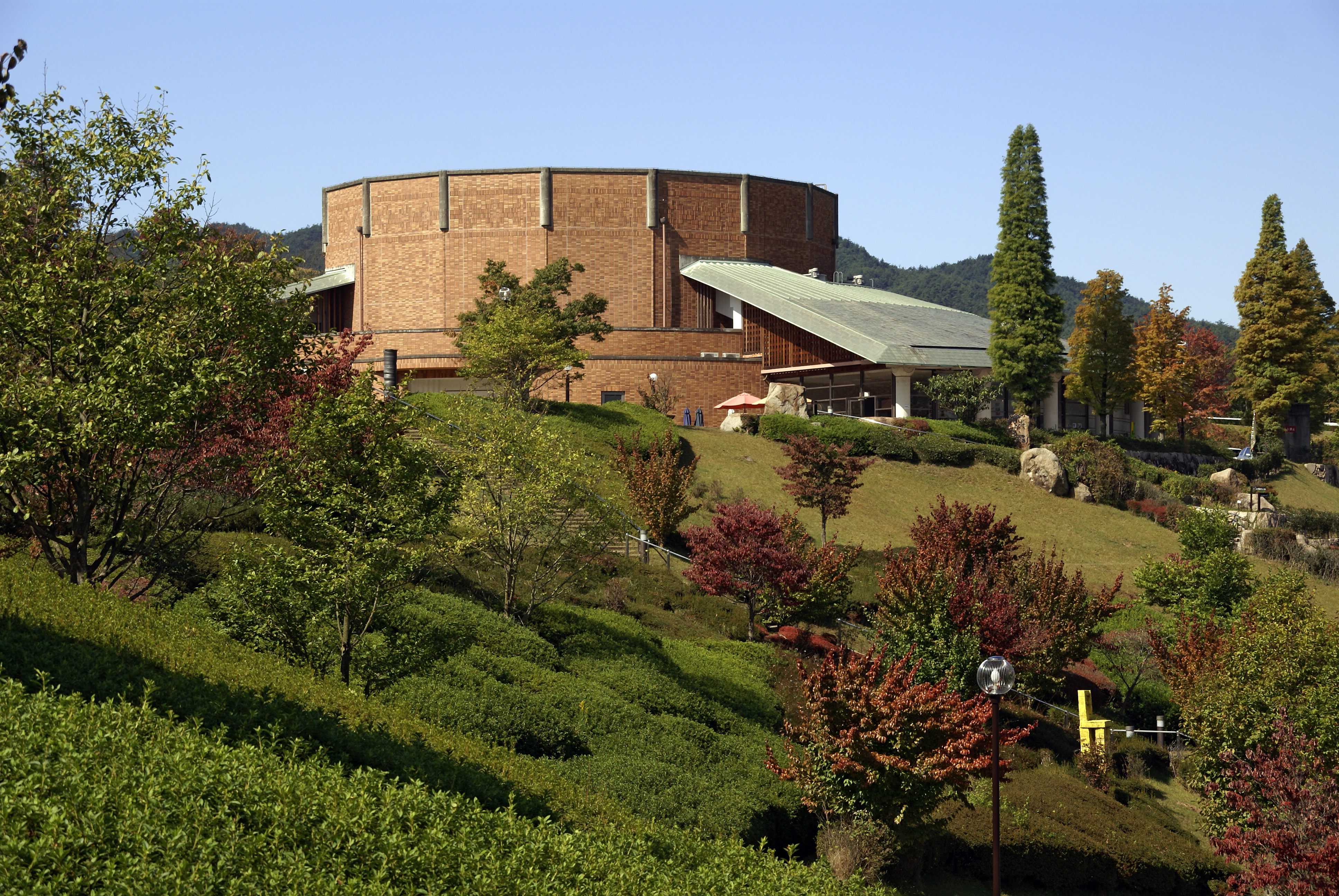
公園内にある信楽産業展示館。

陶芸祭終了後も施設の多くは残され、2017年には陶芸館の利用者数が120万人を超え、2018年には信楽産業展示館入場者数も240万人を突破している。
また2010年からは陶芸の森を中心に信楽まちなか芸術祭が開催されている。
また、毎年秋には信楽駅前で「信楽陶芸まつり」という陶器の見本市が開催されているほか、春には「春のしがらき駅前陶器市」が開催されている。